# Bowdle
Bowdle est une ville américaine située dans le comté d'Edmunds, dans l'État du Dakota du Sud. Selon le recensement de 2010, elle compte 502 habitants. La municipalité s'étend sur 0,64 mille carré (1,66 km2).
La ville est fondée en 1886. Elle est nommée en l'honneur de l'un de ses premiers habitants.

## Démographie
| 1900 | 1910 | 1920 | 1930 | 1940 | 1950 |
| ---- | ---- | ---- | ---- | ---- | ---- |
| 622  | 671  | 818  | 773  | 757  | 788  |

| 1960 | 1970 | 1980 | 1990 | 2000 | 2010 |
| ---- | ---- | ---- | ---- | ---- | ---- |
| 673  | 667  | 644  | 589  | 571  | 502  |